# Félix Bonfils

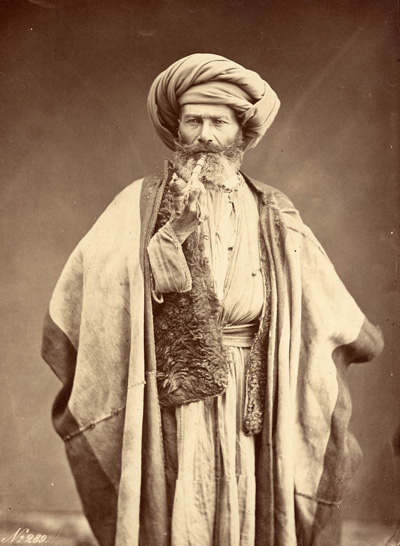
Félix Bonfils: arabský muž s fajfkou, počátek 19. století

Félix Bonfils: Panorama Bejrútu, cca 1867 až 1899

Félix Bonfils (8. března 1831 Saint-Hippolyte-du-Fort – 1885 Alès) byl plodný francouzský portrétní fotograf, fotograf architektury a spisovatel, který byl aktivní na Blízkém východě. Jeho manželka se jmenovala Marie-Lydie Cabanisová Bonfilsová (1837–1918) a jejich syn Adrien Bonfils (1861–1928).

## Život a dílo
Narodil se 8. března 1831 v Saint-Hippolyte-du-Fort, a zemřel v Alès v roce 1885. On a jeho rodina se přestěhovali do Bejrútu v roce 1867, kde si otevřel fotoateliér s názvem „Maison Bonfils“, který se v roce 1878 přejmenoval na „F. Bonfils et Cie“. Bonfils fotografoval v Libanonu, Egyptě, Palestině, Sýrii, Řecku a Konstantinopoli (nyní Istanbul).
V roce 1872 vydal album Antická architektura (Architecture Antique, vydal Ducher press), ve které vyšly některé z jeho obrazů pořízené pro společnost Société française de photographie.
Jeho práce dobře znali turisté, kteří do těchto zemí cestovali, jeho fotografie si kupovali jako suvenýry. Bonfils později otevřel další studio v Alès ve Francii.

## Panoramatické fotografie
Po urovnání situace na Blízkém východě Bonfils pořídil několik panoramatických fotografií z Konstantinopole a Damašku.

## Galerie

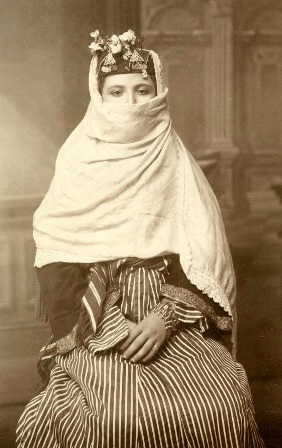
Mladá žena v Nábulu, 1867–1885
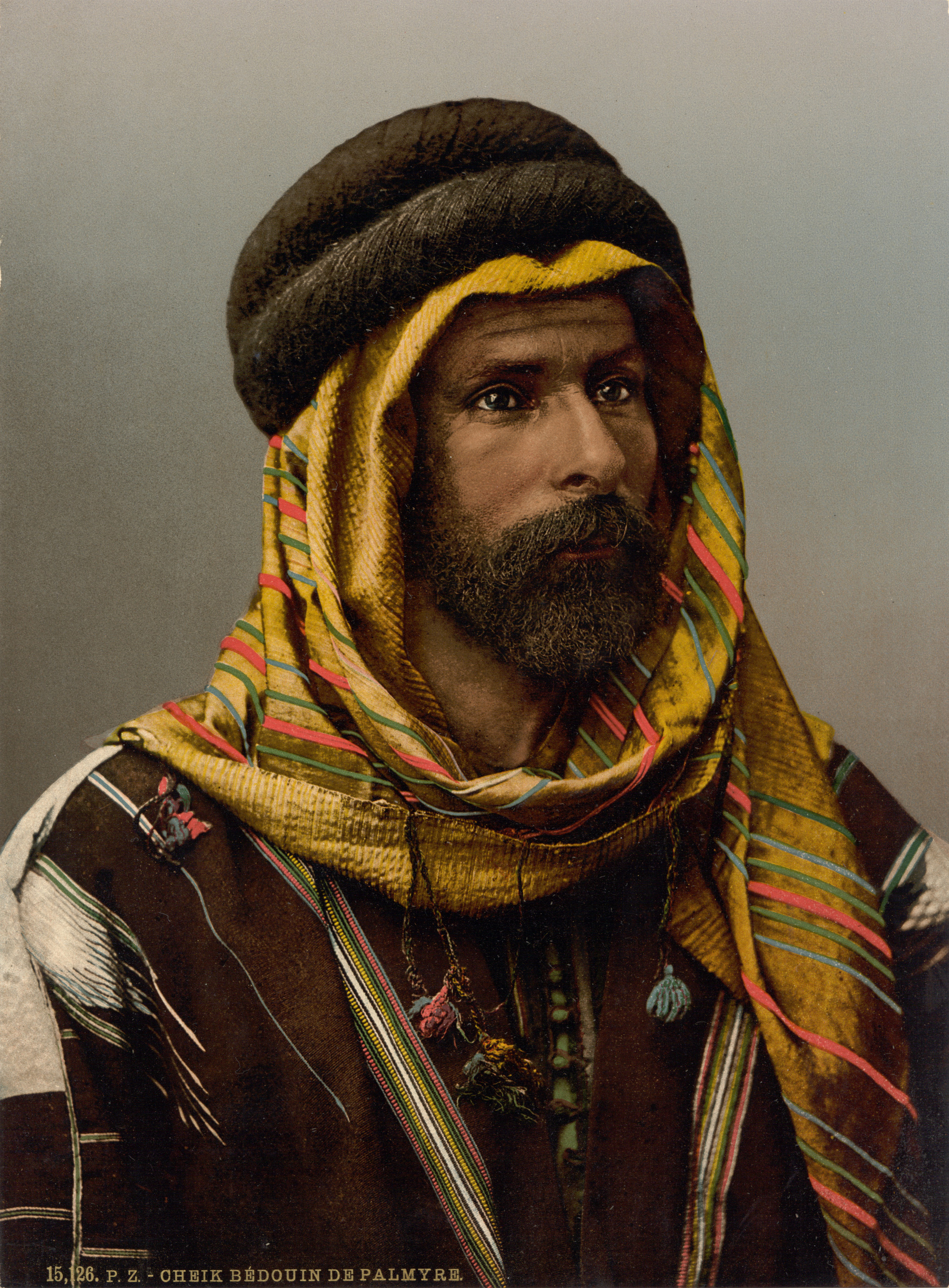
Beduín v Palmyře
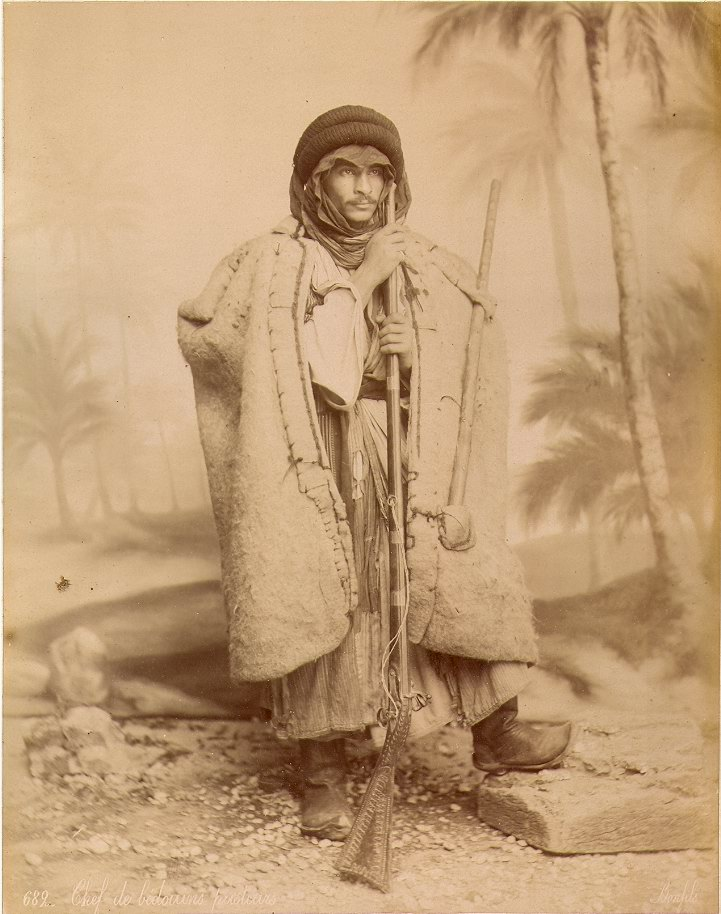
Beduínský pastýř, 1880–1890
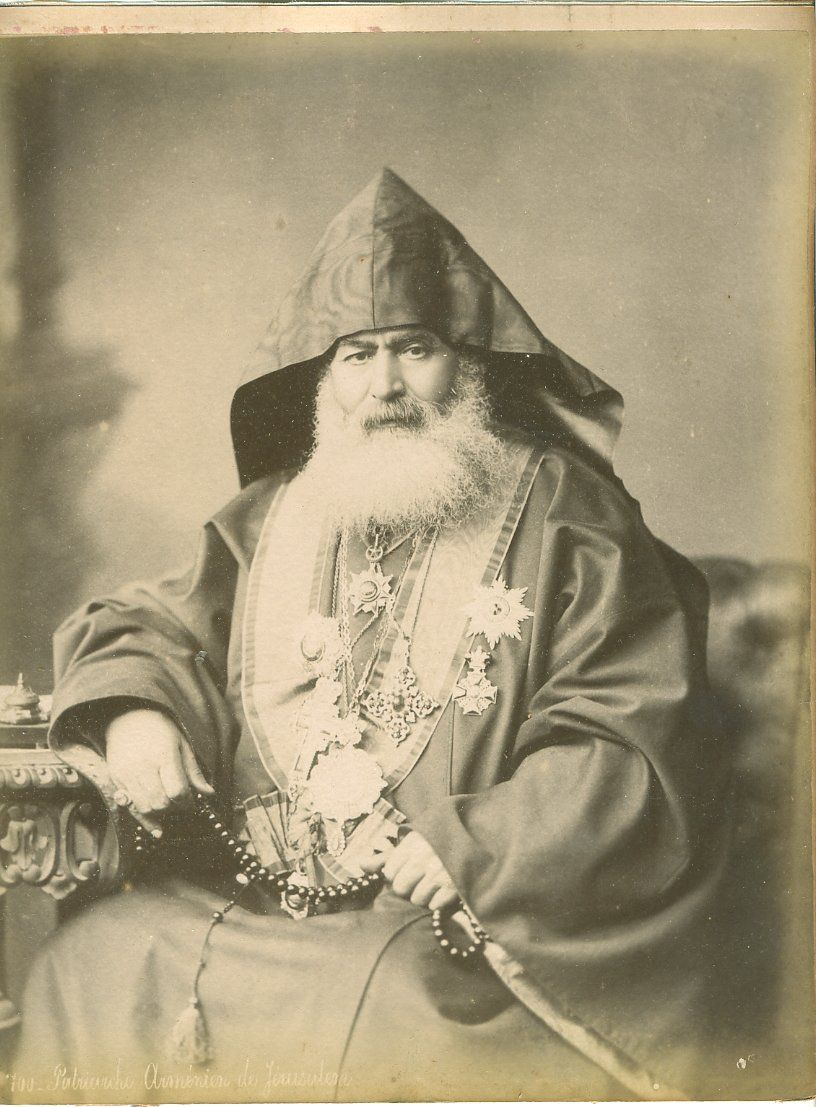
Patriarcha v Jeruzalémě
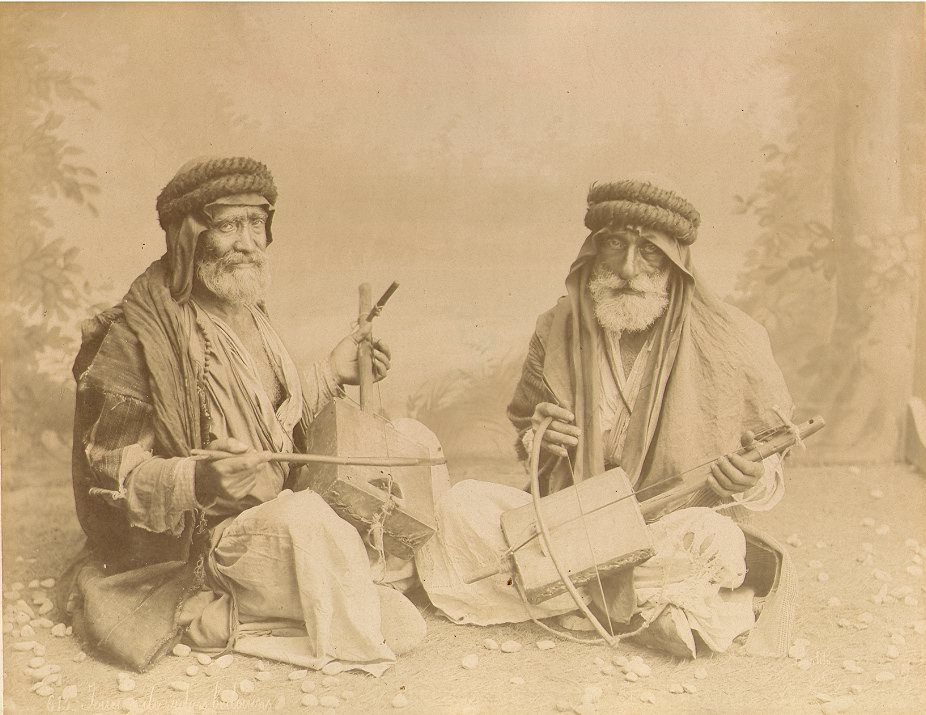
Muzikanti, střední východ, 1880–1890